# Nasiru Moro
Nasiru Moro (Accra, 24 settembre 1996) è un calciatore ghanese, difensore del Degerfors.

## Carriera
Prodotto del settore giovanile degli Accra Lions, il 31 agosto 2018 viene acquistato in prestito dall'HNK Gorica; debutta in prima squadra il 21 ottobre seguente nel match di 1. HNL vinto 1-0 contro lo Slaven Belupo; terminata la stagione viene acquistato a titolo definitivo e firma un triennale.

Nel luglio 2020 viene prestato al Sesvete per tutta la durata della stagione; complessivamente colleziona 16 incontri confermandosi come titolare al centro della difesa.
Rientrato al Gorica, il 20 dicembre 2020 realizza la sua prima rete nella vittoria per 4-2 in casa dell'Hajduk Spalato.

Il 27 luglio 2021 viene ceduto a titolo definitivo all'Örebro, con cui gioca la rimanente parte dell'Allsvenskan 2021 e, a seguito della retrocessione giunta al termine di quell'anno, i campionati di Superettan 2022 e 2023.
Nel febbraio 2024 si accorda a parametro zero per due anni con un'altra squadra della seconda serie nazionale svedese, il Degerfors.

## Statistiche

### Presenze e reti nei club
Statistiche aggiornate al 21 novembre 2021.
| Stagione        | Squadra         | Campionato      | Campionato | Campionato | Coppe nazionali | Coppe nazionali | Coppe nazionali | Coppe continentali | Coppe continentali | Coppe continentali | Altre coppe | Altre coppe | Altre coppe | Totale | Totale |
| Stagione        | Squadra         | Comp            | Pres       | Reti       | Comp            | Pres            | Reti            | Comp               | Pres               | Reti               | Comp        | Pres        | Reti        | Pres   | Reti   |
| --------------- | --------------- | --------------- | ---------- | ---------- | --------------- | --------------- | --------------- | ------------------ | ------------------ | ------------------ | ----------- | ----------- | ----------- | ------ | ------ |
| 2018-2019       | HNK Gorica      | 1.HNL           | 5          | 0          | CC              | 0               | 0               |                    | -                  | -                  |             | -           | -           | 5      | 0      |
| lug. 2019       | HNK Gorica      | 1.HNL           | 3          | 0          | CC              | 0               | 0               |                    | -                  | -                  |             | -           | -           | 3      | 0      |
| 2019-2020       | Sesvete         | 2.HNL           | 16         | 0          | CC              | 0               | 0               |                    | -                  | -                  |             | -           | -           | 16     | 0      |
| 2020-2021       | HNK Gorica      | 1.HNL           | 13         | 1          | CC              | 3               | 0               |                    | -                  | -                  |             | -           | -           | 16     | 1      |
| lug. 2021       | HNK Gorica      | 1.HNL           | 1          | 0          | CC              | 0               | 0               |                    | -                  | -                  |             | -           | -           | 1      | 0      |
| 2021            | Örebro          | A               | 10         | 0          | CS              | 0               | 0               |                    | -                  | -                  |             | -           | -           | 10     | 0      |
| Totale carriera | Totale carriera | Totale carriera | 48         | 1          |                 | 3               | 0               |                    | -                  | -                  |             | -           | -           | 51     | 1      |

## Palmarès

### Club

#### Competizioni nazionali
- Superettan: 1

Degerfors: 2024